# Untold: Crimes & Penalties
Untold: Crimes & Penalties (Secretos del deporte: Delitos y penaltis en España y Al descubierto: Mafia sobre cielo en Hispanoamérica) es una película documental biográfica estadounidense de 2021 realizada para Netflix y dirigida por Chapman Way y Maclain Way. La película es la cuarta entrega de la serie de cinco partes Untold: documental. Su historia se centra en el ahora desaparecido equipo de hockey sobre hielo de la United Hockey League (UHL), los Danbury Trashers, que fue comprado por James Galante, un capo de la basura conectado con la mafia y asociado de la familia criminal Genovese que regaló el equipo a su hijo de 17 años. hijo mayor, A. J., convirtiéndolo en presidente y gerente general del equipo. La película se estrenó el 31 de agosto de 2021.